# Volstroff
Volstroff (niem. Wolsdorf) – miejscowość i gmina we Francji w departamencie Mozela, w regionie Lotaryngia. Według danych na rok 2009 gminę zamieszkiwały 1433 osoby.